# Kurt Wilhelm Söldner

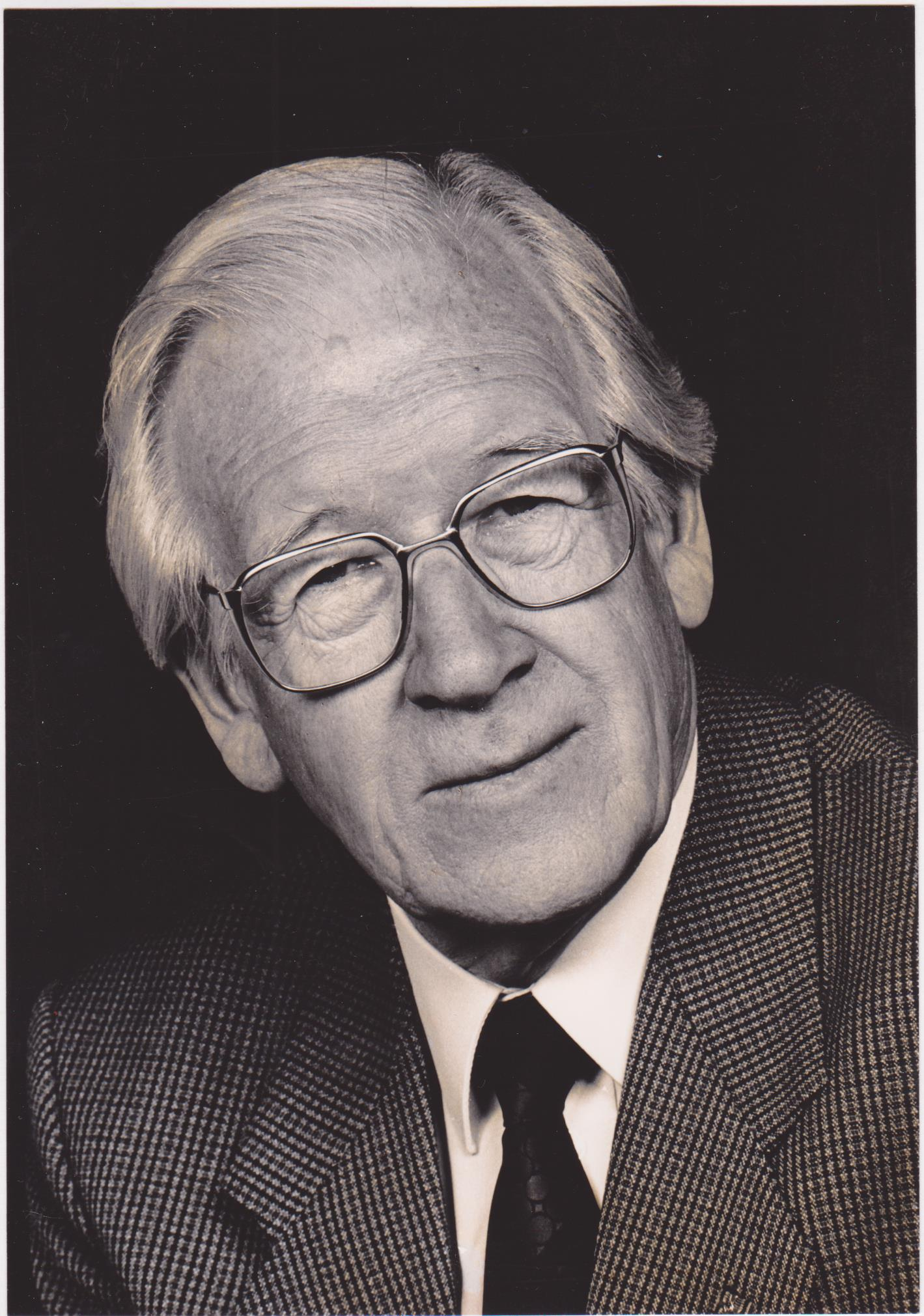
Kurt Wilhelm Söldner im Alter von 65 Jahren

Kurt Wilhelm Söldner (* 19. Dezember 1927 in Amsterdam; † 26. Februar 2015 in Bad Waldsee) war langjähriges Vorstandsmitglied und später Ehrenvorstandsmitglied des Landesverbandes Berlin-Brandenburg des Sozialverbandes VdK Deutschland.
Sein Lebensweg wurde entscheidend geprägt durch seine Erfahrungen im Zweiten Weltkrieg, wo er als 17-jähriger Soldat mehrfach verwundet wurde und in sowjetische Gefangenschaft geriet.

## Soziales Engagement
Kurt Söldner war Mitbegründer einer Kriegsbeschädigten-Organisation und jahrzehntelang in der Hirnverletztenbetreuung aktiv.
Im Rahmen seiner fast 30-jährigen Tätigkeit im Öffentlichen Dienst als Führungskraft im Personalbereich bei der Senatsverwaltung für Bau und Wohnen nahm er sich ganz besonders der Schwerbehinderten an. Zudem fungierte er seit 1972 als ehrenamtlicher Richter am Sozialgericht Berlin, ab 1984 wiederholt als ehrenamtlicher Richter am Bundessozialgericht BSG in Kassel. Bereits 1984 war er zum 2. Vorsitzenden des BDKK (Bund Deutscher Kriegsopfer, Körperbehinderter und Sozialrentner) gewählt worden. 1992 fusionierte der mittlerweile von ihm geführte Landesverband Berlin des BDKK mit dem VdK-Landesverband Berlin-Brandenburg. Hier war er langjähriges Vorstandsmitglied und schließlich Ehrenvorstandsmitglied.

In all diesen Funktionen hat sich Kurt Söldner ehrenamtlich über 65 Jahre hinweg mit großem Engagement und überzeugender Persönlichkeit für die Belange sozial benachteiligter Menschen im Allgemeinen, und von Menschen mit Behinderungen sowie von Kriegsopfern im Besonderen eingesetzt. Für seine ehrenamtliche Arbeit wurde er unter anderem mit dem großen Bundesverdienstkreuz, sowie der Berliner Ehrennadel ausgezeichnet.

In den letzten Lebensjahren gab er seine Ämter nach und nach ab und zog sich zusammen mit seiner Ehefrau Margott Nippe-Söldner nach Bad Waldsee zurück, wo er 2015 im Kreise der Familie verstarb.

## Auszeichnungen (Auszug)
- Bundesverdienstkreuz am Bande (1981)
- Bundesverdienstkreuz 1. Klasse (1987)
- Großes Bundesverdienstkreuz (1999)
- Berliner Ehrennadel für besonderes soziales Engagement (2009)[6]